# Самійленко Віталій Миколайович
Віталій Самійленко (12 липня 1892, с. Мачухи Полтавський повіт, Полтавська губернія, нині — Полтавський район, Полтавська область — 1942?) — український поет, за фахом — учитель, один з провідників Перещепинської «Просвіти».

## Життєпис

Шевченківські свята в Перещепинській "Просвіті". 1912 р.

Виступав під псевдонімами В. Блакітний, Другий одинокий, М. Маляренко, Михалко, В. Січовик, Явір. Про деякі літературні псевдоніми Самійленка: — В. Блакітний (в інституті рукописів ЦНБ зберігається рукопис прози Самійленка, підписаний цим псевдонімом. Проте, як свідчить Ю. П’ядик, у друкові цей підпис йому не зустрічався), Другий одинокий (так само — там же рукопис прози, підписаний цим псевдо, але в пресі він не зустрічається). В автобіографії, яка зберігається в ЦНБ /Х-4873/, названо псевдоніми М.Маляренко, Михайло Явір.

### Публікації творів у виданнях
Друкуватися почав з 1909 віршами і дописами у таких виданнях: «Українська хата», «Рідний край», «Світова зірниця», «Рада», «Село», «Засів», «Дніпрові хвилі», «Сніп», «Дзвін», «Маяк», «Січ», «Службовець», «Вільне слово» тощо. Редагував часописи «Степ» і «Зоря» у Павлограді. Вірш «До роковин» вміщено у «Вінку Шевченкові». (Одеса, 1912),

### Діяльність
Працював у с. Перещепине Новомосковського повіту, Павлограді на Катеринославщині, Ставищах на Київщині. Містив у «Раді» дописи з с. Башкирівка Зміївського повіту, с. Н. Володимирівка і с. Левендарівка того ж повіту, з с. Мачухи Полтавського повіту, зі ст. Лозова, с. Лигівки, Сахновщини Костянтиноградського повіту.
Дописи з с. Перещепине Новомосковського повіту надруковані в «Раді» (1911.— №114), там же — про місцеву «Просвіту» («Рада». —1912. — №4). 

### Праці і твори
З-під пера Самійленка окремими виданнями виходили твори: «Із-за хмар сумненьких» (Полтава, 1909), збірка віршів «Тихі співи»
(1910, 300 прим.), п’єса «Комерція» (Костянтиноград, 1911), «В часи неволі» (Катеринослав, 1918), «Рідному краю од хворого серця. Поезії». (Павлоград, 1918), «Школознавство» (Харків: ДВУ, 1928). Склав український буквар для дорослих і дітей «Рідна мова» (Павлоград, 1917).
Успішно виступав як драматург: 

«Український письменник Віталій Самійленко написав алегоричну п’єсу «Тінь безодні», яку в його купує російське видавництво «Скорпіон». 

(«Рада». — 1910. — № 189). 
Український історик Дмитро Дорошенко тепло згадує про відкриття на Великодньому тижні у 1912 філії «Просвіти» у с. Перещепине: 

«Розмова з місцевими інтелігентами (учителі, фельдшер, кооператори) й селянами робила надзвичайно приємне вражіння. Ми зауважили, що душею цілого українського руху в Перещепиній був молодий поет Віталій Самійленко, що учителював у тамошній школі. Він нам оповідав, між іншим, що перещепинці мають у себе кілька ілюстрованих історій Аркаса й Грушевського і взагалі багато українських книжок. Ми вертались до Катеринославу в дуже гарному, бадьорому настрої. Те, що ми бачили й чули, підбадьорювало й заохочувало до дальшої праці на українському культурно-просвітньому полі, ми бачили, що ця праця здобуває для себе певний ґрунт».

### Заснування товариства «Просвіта» у Перещепиному
Як свідчать «Дніпрові хвилі», товариство «Просвіта» у Перещепиному розпочало своє життя 28 березня 1912. На перших загальних зборах товариства того дня таємним голосуванням Самійленка обрано до складу ради товариства, але він зрікся звання члена ради і на його місце обрано іншу людину.
Можливо, Самійленко як педагог не хотів афішувати своєї формальної приналежності до товариства, проте він справді лишався його душею. 9 квітня 1912 скликано другі загальні збори товариства. «Збори затвердили десять заповідів для просвітян, написані В. Самійленком і ухвалені радою».

### Діяльність у Павлоградській «Просвіті»
Самійленко — член Українського товариства «Просвіта» в Павлограді. Як його представник, виступав на відкритті «Просвіти» в с. Миколаївка Миколаївської волості Павлоградського повіту (9 травня 1917). На загальних зборах товариства 5 червня 1917 С. увійшов до ради Павлоградської «Просвіти». Разом з ним обрані Костеренко, Шпаківська, Хилнокова, Бачинський, Онищенко, Іван Таран, Твердохліб («Степ». Періодичне видання Українського товариства «Просвіта» в Павлограді. — 15 червня 1917. — № 5).
З 21 червня 1917 у Павлограді завдяки місцевій «Просвіті» повітове земство організувало 3-тижневі курси українознавства (лектори Біднов, Якуша, Липківський) у великій залі колишнього «винного складу». 21 червня 1917 серед інших з привітаннями від виконавчого комітету виступав Самійленко. У цей час редагує в Павлограді просвітянські часописи «Степ» і «Зоря».

### Діяльність з українізації школи
Після національної революції Самійленко активно зайнявся українізацією школи, за що при гетьмані заарештовувався. З тогочасної преси:

«Арешт В. Самійленка. Лозова, 8. Арештовано розпорядженням повітового старости члена повітової управи по народній освіті, місцевого українського діяча та письменника Віталія Самійленка, причиною його арешту були рішучі заходи по українізації школи».(«Нова Рада», Київ. — 1918. — 9 червня.— № 96).

Рецензією на поетичну збірку Самійленка «Рідному краю од хворого серця» (Павлоград, 1918, 71 с., ц. 1 крб.50 коп.) відгукнувся Максим Рильський. Тепло згадує Самійленка (називаючи його проте Віталієм Михайловичем) одна з його учениць у Ставищах письменниця Докія Гуменна (1904 — 1996). У своїх мемуарах «Дар Евдотеї» пише про нововідкриту школу, організатором і душею якої був В. Самійленко: 

«Викладав він історію, літературу, мову й географію. Бачу перед собою на лекції цього вчителя, суворого й серйозного, оцю дуже шляхетну, ставну постать у бездоганному костюмі тютюнового кольору. Клясична грецька краса «анфас» і в профіль, русява, злегка хвиляста шевелюра, яку він зрідка легким доторком руки, обережно, щоб не пом’яти, й не розвихрити, поправляв. /.../ Поза лекціями умів він знаходити межу поміж суворим вчительським виглядом і товариською невимушеністю. /.../ А то загадає всім зібратися у неділю поза лекціями в найбільшій класі і розвиває нам якусь позапрограмову тему, так, для загального розвитку.
Моє шанування Віталія Михайловича дійшло вершка, коли він зібрав нас отак раз у неділю і розповів про матріархат, американського дослідника Луї Моргана, що відкрив цю стародавню форму суспільного ладу і написав книжку про постання й розвиток інституції родини, і що ця книжка лягла в основу дальших дослідів про розвиток людини й її суспільних організацій.
На мене ця лекція справила колосальне враження, просто викликала в душі переворот! Тож я тільки й чула досі звідусіль, що «дівчата нездібні до науки», «жінка не людина», «ісчадіє ада», «нечиста», не сміє входити у вівтар, «жіночий університет — заміж», «волос довгий, а ум короткий» тощо-тощо. А тут розкривається, що не завжди так було. Я стала на гранітну основу, що не даремно хочу вчитися, що неправда ніби для дівчини це непотрібно й необов’язково, однаково ж — підеш заміж, а там уся твоя наука непотрібна... Тоді ж у мене було пристрасне бажання рости духовно, вдосконалюватися... хоч би на колінях рачки, а лізти до вершин своїх можливостей. А тобі кажуть — непотрібне це! От як підкріпив мене тоді Віталій Михайлович! Його лекція вклала в мою душу, крім випростання потоптаної гордости, ще й зародок наступних моїх шукань на дорозі самовдосконалення: лектуру в цьому напрямку, захоплення доісторичними темами та спробами втілити їх у мистецьку одежу, як от «Велике Цабе». Це прийшло через десятки років. А почалося у ставищанській педагогічній школі під впливом Самійленка».

Подальша доля письменника нам невідома. Юрій П’ядик повідомив дату його смерті і висловив здогад, що Самійленко, напевне, був репресований, бо під час громадянської війни «сидів» при всіх владах за те, що згодом звалося «український буржуазний націоналізм». Натомість у статті «З книги життя Дмитра Загула» (журнал «Сучасність», 1968, № 9) А. Бутковська стверджує, що «Самійленко скінчив свої дні у психіятричній лікарні».